# Іванов Леонід Лікаріонович
Леонід Лікаріонович Іванов (нар. 15 (28) квітня 1877, м. Оса, Пермський край — 30 червня 1946) — геолог. Професор мінералогії та кристалографії. Член Російського та Німецького мінералогічних товариств.

## Біографія
Народився Л. Л. Іванов у м. Осі Пермської губернії в сім'ї дрібного чиновника. Після смерті батька жив з матір'ю у Пермі, де, як відмінник, на казенний кошт навчався у класичній гімназії. У 1897 році закінчив із золотою медаллю і поступив на природниче відділення фізико-математичного факультету Харківського університету. Через рік перевівся на такий же факультет Московського університету. Його вчителем був професор (згодом академік) В. І. Вернадський, який тоді керував лабораторією кристалографії та мінералогії.
У 1903 році Л. Л. Іванова обрали на посаду позаштатного асистента при кафедрі мінералогії. Він завідував Мінералогічним музеєм та проводив практичні заняття зі студентами з кристалографії. З 1905 року — позаштатний старший лаборант при кафедрі мінералогії та геогнозії хімічного відділення Київського політехнічного інституту. Завідував мінералогічним музеєм в інституті та проводив практичні заняття зі студентами. Також він читав лекції на Вищих жіночих курсах Жекуліної та на громадських засадах — в Київській народній аудиторії.
Після здачі весною 1908 року у Московському університеті магістерського іспиту з мінералогії та геогнозії, Л. Л. Іванов, після Всеросійського конкурсу на заміщення штатних посад, Радою Катеринославського Вищого гірничого училища був обраний викладачем кафедри мінералогії. У цьому навчальному закладі він працював до кінця свого життя. Після призначення на посаду він також виконував обов'язки завідувача кафедри мінералогії, кристалографії і петрографії. У 1912 року його обрали цю посаду по конкурсу вже в як професора.
Крім науково-педагогічної роботи в КВГУ, Леонід Лікаріонович читав лекції на літніх курсах народних вчителів губернії, лекції в Народній аудиторії ім. Караваєва в Катеринославі. З 1913 року — член Оргкомітету з підготовки відкриття у Катеринославі Вищих жіночих курсів, а в 1916 році — там за сумісництвом на посаді професора мінералогії. Коли у Катеринославі 1918 року був заснований університет, він був обраний на професора мінералогії. Був першим декан природничого факультету університету. Входив до спеціального господарчого комітету університету. Працював і тоді коли університет був перетворений в Інститут народної освіти. У 1933 році після відновлення Дніпропетровського державного університету став завідувачем кафедри мінералогії, продовжуючи працювати в Гірничому інституті.
Професор Л. Л. Іванов, через вік і хворобливий стан здоров'я, не зміг у 1941 році евакуюватися з Дніпропетровська і залишився в окупованому німецькими фашистами місті. Хоча формально він рахувався завідувачем кафедри мінералогії створеного у 1942 році на базі кількох технічних вузів Політехнічного інституту, проте у післявоєнний час відповідні органи не змогли знайти дискредитуючих його фактів. Навпаки йому вдалося зберегти геолого-мінералогічний музей та цінні книги з мінералогії.

## Наукова діяльність
Наукові праці присвячені вивченню мінералів Кавказу, Нової Землі, Волині, Катеринославщини (Дніпропетровщини), Донбасу. Брав участь у роботі Особливої технічної комісії для боротьби зі зсувами в Києві (1916), консультант технічної комісії при управлінні Мерефо-Херсонської залізниці з питань консервації і зсувів тунелю (1922—1924).
У 1920-х роках Л. Л. Іванова активно зайнявся дослідницькою діяльністю. Він вивчав графітові та марганцеві родовища Катеринославської губернії. В Маріупольському окрузі він досліджував нефелінові породи, які використовуються у виробництві скла, спочатку з власної ініціативи, а потім — за дорученням уряду СРСР. В кінці 1924 — на початку 1925 року в Харкові відбувся з'їзд з вивчення продуктивних сил України, де він виступив з доповіддю про радіоактивні мінерали України. Ім'я Л. Л. Іванова в різних звітах у цей період зустрічається досить часто.
Завдяки своєму науковому вкладу Л. Л. Іванов був членом Російського мінералогічного товариства (Ленінград) та Німецького мінералогічного товариства (Берлін). На І Всесоюзному з'їзді мінералогів у 1927 році в Ленінграді він входив до Президії з'їзду, що свідчило про його авторитет у науковому світі.
Л Л. Іванов знав німецьку, французьку та англійську мови (у 1920-х опанував українську мову і читав на ній лекції з мінералогії), тому часто бував у відрядженнях з науковою метою за кордоном.
У 1922 році він створив і довгий час керував студентським геолого-мінералогічний гуртком у Гірничому інституті. Для популяризації мінералогії він використовував Геолого-мінералогічний музей, який очолював.

## Праці
Основні праці:
- «Определитель минералов» (1926 р.);
- «Определитель горных пород по внешним признакам» (1931 р.).

Навчальний посібник «Определитель минералов», який спочатку був написаний для студентів Гірничого інституту й університету, був згодом перевиданий Державним видавництвом України, а також виданий у Москві як навчальний посібник для студентів геологічного профілю вищих навчальних закладів СРСР.